# Nicolae Leahu
Nicolae Leahu (n. 20 iulie 1963, Badicul Moldovenesc, Cahul, Republica Moldova) este un profesor, scriitor, critic literar și publicist român din Republica Moldova. Este absolvent al Facultății de Litere a Institutului Pedagogic „Alecu Russo” din Bălți (1985), titular al Catedrei „Literatura română și universală” a aceleiași instituții și redactor-șef al revistei „Semn”.
„Cine a reușit să se aclimatizeze în vîrtejul centrifug al caruselelor lui Nicolae Leahu va ajunge la un moment dat să distingă pe cupola edificiului imagini de-o sublimă frumusețe” Emilian Galaicu-Păun

### Cărți publicate
- Alungarea muzelor din cetate : poeme, Chișinău : Cartier, 2011, 978-9975-79-725-2
- Personajul din poezie : versuri, Chișinău : Cartier, 1997, 5-7790-0374-2
- Poezia generației ’80 : eseu, Iași : Junimea, 2021, 9975-79-082-8

### În culegeri colective
- Mișcare browniană, versuri, prefață de Eugen Lungu, Chișinău, Ed. Hyperion, 1993, Premiul de debut al Uniunii Scriitorilor din Moldova;
- Personajul din poezie, versuri, Chișinău, Ed. Cartier, 1997, Premiul pentru  poezie al Uniunii Scriitorilor din Moldova;  Arhivat în 28 august 2019, la Wayback Machine.

- Poezia generației ’80, studiu monografic, Chișinău, Ed. Cartier, 2000 (ed. a doua – 2015, postfață de Eugen Lungu), Premiul Salonului Național de Carte, 2001; Premiul Senatului  USARB, 2001;  Arhivat în 26 august 2019, la Wayback Machine.
- Cvartet pentru o voce și toate cuvintele, eseu dramatic, în colaborare cu Maria Șleahtițchi, montat în stagiunea 1999-2000 la Teatrul Național „Vasile Alecsandri” din Bălți și apărut în volum la Ed. Arc, 2001, 2009,  Premiul III al Concursului de dramaturgie al Ministerului Culturii;
- Erotokritikon, eseu, Iași, Ed. Timpul, 2001 (ediția a II-a, postfață de Adrian Ciubotaru, Chișinău, Ed. Cartier, 2010), Premiul pentru eseu al Uniunii Scriitorilor din Moldova pentru anul 2001;  Arhivat în 28 august 2019, la Wayback Machine.
- Literatura română din Basarabia. Poezie (selecție, studiu introductiv, note biobibliografice), Chișinău, Editurile Știința și Arc, 2004.
- O istorie critică a literaturii din Basarabia (în colaborare), Editurile Știința și Arc, 2004.
- Eugeniu Coșeriu, Universul din scoică ( interviu – în colaborare cu Gheorghe  Popa și Maria Șleahtițchi; prefață, îngrijire de ediție – Nicolae Leahu), Chișinău, Editura Știința, 2004.
- Literatura universală. Ghid ( în colaborare cu Raisa Leahu), Chișinău, Editura Știința, 2007;
- Nenumitul, versuri, Iași, Editura Fundației Culturale Poezia, 2008, Premiul Filialei Chișinău a Uniunii Scriitorilor din România;
- Comedia cumană și vodevilul peceneg, eseuri, Iași, Ed. Timpul, 2008, Premiul Consiliului de conducere al Uniunii Scriitorilor din Moldova;  Arhivat în 28 august 2019, la Wayback Machine.
- Aia, antologie de poeme, Chișinău, Editura Cartier, 2010;  Arhivat în 28 august 2019, la Wayback Machine.

- Poeme, antologie, Iași, Ed. Tipo-Moldova, 2011;
- Autorul, personajul și eroinele, antologie de poeme, prefață de Lucia Țurcanu, Chișinău, Ed. Arc, 2013.
- Gheorghe Vodă, La capătul vederii (Selecție, prefață de Nicolae Leahu), Chișinău, Ed. Arc, 2014.
- Antologia poeziei românești cu formă fixă (în colaborare cu Raisa Leahu), Chișinău, Ed. Știința, 2015.
- Alexandru Macedonski, Spre Meka... Poeme alese de Nicolae Leahu, Chișinău, Cartier, 2016.  Arhivat în 26 august 2019, la Wayback Machine.
- Antologia poeziei erotice românești (în colaborare cu Raisa Leahu), Chișinău, Știința, 2017.
- Cronograful de la Bălțiburg, poeme, prefață de Lucia Țurcanu, Iași, Ed. Junimea, 2019.
- Oul didactic : Schițe pentru un curs de poezie, Iași, Junimea, 2021.
- Ana Blandiana. Nume și renume, În: Revista Literară. : Publicație de literatură și dialog cultural, Chișinău, Bons Offices, 2022. [3]
- Autorul, personajul și alesele : Antologie de versuri, Chișinău, Cartier, 2023.

### Lucrări despre Nicolae Leahu
- Ovidiu Moceanu, Imagini în mișcare, Gazeta de Transilvania, 28 august 1994, p. 2.
- Al. Țion, Intimitatea activă, Transilvania expres, 29 august 1994, p.3.
- Grigore Chiper, Poetul și uneltele, Contrafort, nr. 7, 1997, p. 5.
- Mircea A. Diaconu, Poeți din Basarabia, Convorbiri literare, nr. 9, 1997, p. 15.
- Eugen Lungu, Postmodernismul la prezent plural, Sud-est, nr. 3, 2001, pp. 19 – 27.
- Ghenadie Nicu, Jurnal leșesc (1997),Contrafort, nr. 7-8, 2001, pp. 28-31.
- Camelia Crăciun, Poezia generației ҆80, Observator cultural, nr. 102, 2002, p. 12.
- Adrian Ciubotaru, Erotocritica sau demonul învins al literaturii, Contrafort, nr. 3-4, 2002, p. 10.
- Dumitru Crudu, Nicolae Leahu – primul deconstructivist din Republica Moldova sau un prozator postmodern?, Contrafort, nr. 3-4, 2002, p. 10.
- Constantin Cubleșan, Cele patru vîrste, Caligraf, nr. 1 (47), 2005, p. 16.
- Ion Simuț, Privighetori printre vrăbii, România literară, nr. 35, 2005, p. 13.  Arhivat în 28 august 2019, la Wayback Machine.
- Al. Cistelecan, Triptic: Ion Bogdan Lefter, Nicolae Leahu, Andrei Bodiu, Familia, nr. 3, 2007, pp. 16 – 27.
- Emilian Galaicu-Păun, Personajul din minte, inimă și literatură, Sud-est cultural, nr. 4, 2007, pp. 63 – 66.
- Adrian Rachieru, Enclava de la Bălți (I) Un pedagog de școală nouă, Convorbiri literare, nr. 12, 2008, pp. 72 – 73.
- Ala Sainenco, Lirismul unei litere și poezia unei conjuncții, Semn, nr. 4, 2007, pp. 29-31.
- Adrian Ciubotaru, De vina comediei, Sud-est cultural,  nr. 2, 2009, pp. 70 – 73.
- Lucia Țurcanu, Arta de a numi, Contrafort, nr. 3-4, 2009, p. 11.
- Raisa Leahu, Predarea textului dramatic postmodernist, Chișinău, Ed. Arc, 2009, pp. 8 – 65.
- Lucia Țurcanu, Despre „Aia”, Vatra, nr. 1, 2011, pp. 29-30.
- Arcadie Suceveanu, Ironii „pamfletoriale”// Frumusețea subversivă: Jurnal parizian, Chișinău, Ed. Lumina, 2012, pp. 252-167.
- Mircea V. Ciobanu, Erotokritikonul lui Nicolae Leanu, Contrafort, nr. 11-12, 2012, p. 4.
- Mircea V. Ciobanu, Resurecția poeziei, Contrafort, nr. 11-12, 2012, p. 4.
- Emanuela Ilie, Nicolae Leahu. Alungarea muzelor din cetate,  Poezia, nr. 2 (64), 2013, pp. 224-225.
- Grigore Chiper, „Să scrii lăsînd pagina albă”, Contrafort,  nr. 9 – 10, 2014, p.5.
- Dumitru Irimia, Osia statornică – imagine eminesciană a identității naționale// Studii eminesciene; ed. de Ioan Milică și Ilie Moisuc, Iași, Ed. UAIC, 2014, pp. 416-417.
- Maria Șleahtițchi, Romanul generației ҆ 80: Construcție și reprezentare, Chișinău, Editura Cartier, 2014, p. 53, 236.  Arhivat în 28 august 2019, la Wayback Machine.
- Livia Iacob, Din lirica Basarabiei. Lecturi la zi (I), Convorbiri literare, nr. 2, 2015, pp. 202-104.
- Vasile Spiridon, Lexiconul de la Bălți, Convorbiri literare, nr. 11, 2015, pp. 103-104.
- Gheorghe Grigurcu, Donjuanism liric, România literară, nr. 8, 2017.  Arhivat în 28 august 2019, la Wayback Machine.
- Raisa Leahu, Ana Nagherneac, Nicolae Leahu. Biobibliografie, Bălți, Biblioteca Științifică a USARB, 2018, 284 p.

## Afilieri
- membru al PEN-Clubului internațional (2004)
- membru al Uniunii Scriitorilor din România (2003)
- membru al Uniunii Scriitorilor din Moldova (1994)
- membru al Uniunii Jurnaliștilor din Moldova (1990)

## Distincții
- Ordinul „Gloria muncii”, 2012 [nefuncțională – arhivă]
- Medalia „Mihai Eminescu”, 2010  Arhivat în 21 septembrie 2018, la Wayback Machine.

## Premii
- Premiul de Excelență al Uniunii Scriitorilor din Moldova pentru anul 2016  Arhivat în 23 iunie 2017, la Wayback Machine.
- Premiul Național pentru anul 2023[4]

1. ↑  Library of Congress Authorities, accesat în 31 iulie 2025
2. ↑  Galaicu-Păun, Emilian (2015). Portret de grup. După 20 ani : antologie, Eugen Lungu. Chișinău: Cartier. p. 144.
3. ↑  Biblioteca Naţională a Republicii Moldova. „Catalog BNRM”. BNRM. Accesat în 4 februarie 2025. Verificați datele pentru: |access-date= (ajutor)
4. ↑  „Nicolae Leahu a fost distins cu Premiul Național, ediția 2023”. Accesat în 5 februarie 2023.